# Džongdu
Džongdu (kitajsko: 中都, pinjin Zhōngdū, dobesedno 'Centralna prestolnica') je bil prestolnica džurčenske (mandžurske) dinastije Džin v srednjeveški Kitajski. Bila je v jugozahodnem delu okrožja Šičeng v današnjem Pekingu. Ob koncu 12. stoletja je imel skoraj milijon prebivalcev in bil zadnje in največje mesto, zgrajeno na tej lokaciji pred dinastijo Juan.
Na severovzhodu mesta sta bili palači Daning in jezero Taije. 
Po pogajanjih z Džingiskanom leta 1214 se je dinastija Džin umaknila na jug v Kajfeng, Džingiskan pa se je naslednje leto vrnil in mesto popolnoma uničil. Njegov vnuk Kublajkan mesta ni obnovil, pač pa je severovzhodno od njega zgradil svojo prestolnico Kanbalik. 

## Zgodovina
Leta 1153 je cesar Digunai iz dinastije Džin preselil prestolnico iz Šangdžinga v Jandžing (nekdanji Nandžing med dinastijo Liao), ki se je preimenoval v Džongdu, 'Osrednja prestolnica'. Mesto je bilo obsežno prenovljeno in razširjeno (zahodno, vzhodno in južno), podvojilo se je in postalo sedež dinastičnega palačnega kompleksa.
Leta 1179 je cesar Džangzong severovzhodno od Džongduja zgradil podeželsko posest: ob reki Džinšui je bilo izkopano jezero Taije,[2] na otoku Čjonghua v jezeru pa je bila postavljena palača Daning (大寧宮 / 大宁宫). Ozemlje te palače je zdaj park Beihai.
Most Lugou čez reko Jongding jugozahodno od mesta je bil zgrajen leta 1189.
V okrožju Fangšan je pokopanih sedemnajst cesarjev Džin, vključno s tistimi, katerih grobnice so bile prvotno zgrajene v Šangdžingu in nato preseljene v Džongdu.
Papirnati denar je bil prvič izdan v Džongduju v obdobju Džin.
Prebivalstvo je eksponentno raslo: število državljanov se je povečalo z 82.000 leta 1125 na 400.000 leta 1207, medtem ko se je regionalno prebivalstvo povečalo s 340.000 na 1,6 milijona.
Leta 1211 so Mongoli pod Džingiskanom, prej vazali dinastije Džin, začeli vojno proti cesarju Vanjan Jongdžiju. Do leta 1213 so Mongoli zasedli vse ozemlje dinastije DŽin severno od Rumene reke, z izjemo glavnega mesta DŽongdu. Leta 1214 je Džingiskan oblegal sovražno prestolnico in prepričal novega cesarja dinastije, Vudubuja, da se je predal. Za svojo varnost so plačali visoko ceno, celo eno od svojih princes je kanu izročil kot nevesto, Džingiskan pa se je vrnil na sever do prelaza Džujong. Vudubu se je nato odločil, da bo cesarsko prestolnico preselil v Kaifeng in zapustil Džongdu. Džongdu, ki so ga ponovno oblegali Mongoli, se je 1. junija 1215 predal, Džingiskan pa ga je izropal.
Leta 1216 se je Džongdu ponovno preimenoval v Jandžing: njegovo prebivalstvo se je zmanjšalo na 91.000 prebivalcev (285.000 v celotni regiji).
Leta 1264 Kublajkan, vnuk Džingiskana, ki je potreboval novo prestolnico za Kitajsko, ki jo je takrat nadzorovala dinastija Juan mongolskih osvajalcev, ni obnovil uničene prestolnice Džin, temveč je raje ukazal gradnjo novega mesta nekoliko severovzhodno, okoli parka palače Daning: Khanbalik.

## Opis
Na današnjem zemljevidu Pekinga bi se Džongdu raztezal od Šuanvumena na severovzhodu do zahodne železniške postaje na zahodu in od juga do onkraj druge južne obvoznice.
Mestno obzidje Džongduja je imelo 13 vrat: štiri na severu in tri na vsaki strani. V času mongolskega obleganja (1214–1215) se je obzidje raztezalo po obsegu 28 km in je bilo visoko 12 m, s trojnim obročem jarkov in 900 stolpi različnih vrst. Ostanki tega impozantnega obrambnega aparata so ohranjeni v okrožju Fengtai. Za nadaljnjo obrambo prestolnice so bile v sosednji bližini tudi štiri trdnjave.
Palača dinastije Džin je bila v središču mesta, med današnjim Guanganmenom (na jugu) in Velikim vrtom Belvedere (na severu).